# 玛丽亚·巴卡洛娃
玛丽亚·巴卡洛娃（保加利亞語發音：[mɐˈrijɐ bɐˈkaɫovɐ]，1996年6月4日—），女，保加利亚演员。2020年凭借伪纪录片《芭樂特電影續集》的图萨·格季耶夫（Tutar Sagdiyev）一角获得国际关注，成为首位赢得評論家選擇電影獎最佳女配角的保加利亚演员，同时赢得奥斯卡最佳女配角奖、英國電影學院獎最佳女配角、金球獎最佳音樂及喜劇類電影女主角和美国演员工会奖最佳女配角提名。

## 電影作品
- 2017年：《越軌行為（英语：Transgression (2017 film)）》
- 2019年：《橫行爸道（英语：The Father (2019 film)）》
- 2020年：《最终来电（英语：Last Call (2020 film)）》
- 2021年：《芭樂特電影續集》
- 2021年：《女人会哭（英语：Women Do Cry）》
- 2022年：《天黑請斃命》
- 2022年：《泡泡劇組》
- 2022年：《蜜月（英语：The Honeymoon (2022 film)）》
- 2023年：《仙境（英语：Fairyland (film)）》
- 2023年：《星際異攻隊3》
- 2024年：《无糖霜（英语：Unfrosted）》
- 2024年：《学徒》